# Technical Ecstasy
Technical Ecstasy (en español: Éxtasis técnico) es el séptimo álbum de estudio de la banda de heavy metal Black Sabbath, lanzado al mercado el 25 de septiembre de 1976 a través de Vertigo Records. Es uno de los álbumes de estudio más inventivos y originales de la banda. Se destacan tres composiciones típicas de la banda, como "Back Street Kids", "Gypsy", "Rock n' Roll Doctor" y la principal del LP, "Dirty Women". El baterista de la banda, Bill Ward canta en la canción "It's Alright". También se destaca la canción "She's Gone", balada sin uso de la batería, básicamente con guitarra acústica. 
La portada del álbum fue creada por el estudio gráfico Hipgnosis.
Ozzy Osbourne dejó la banda por un breve período tras la gira promocional del disco. Finalmente se reunió con la agrupación poco antes de la grabación de Never Say Die!.
"Gypsy", "Dirty Women", "Rock 'n' Roll Doctor" y "All Moving Parts (Stand Still)" fueron tocadas en vivo en su correspondiente gira.
La banda de hard rock estadounidense Guns N' Roses realizó una versión en vivo de "It's Alright", incluida en su disco Live Era: '87–'93.

## Lista de canciones
Lado A
1. Back Street Kids - 3:50
2. You Won't Change Me - 6:45
3. It's Alright - 4:07
4. Gypsy - 5:13

Lado B
1. All Moving Parts (Stand Still) - 5:07
2. Rock 'N' Roll Doctor - 3:36
3. She's Gone - 5:00
4. Dirty Women - 7:10

## Integrantes
- Ozzy Osbourne - Voz
- Tony Iommi - Guitarra
- Geezer Butler - Bajo
- Bill Ward - Batería, voz principal en "It's Alright"
- Gerald Woodroffe - Teclados

- Datos: Q832269